# Ramię boczne
Ramię boczne – część naturalnego koryta rzeki, która wydziela się od głównego koryta i płynie w pewnej odległości od niego, po czym łączy z nim.
Niektóre ramiona boczne posiadają własne nazwy, np. Wietlina – ramię boczne Odry.